# مکاشفه جنسی
مکاشفهٔ جنسی (ایتالیایی: Apocalipsis sexual) یک فیلم اروتیک سافت‌کور به کارگردانی سرجو برگونتسلی است که در سال ۱۹۸۲ منتشر شد. این فیلم یک نسخهٔ هاردکور هم دارد. از بازیگران فیلم می‌توان به آجیتا ویلسون و لینا رومای اشاره کرد.